# Бечањ
Бечањ је насеље у Србији у општини Чачак у Моравичком округу. Према попису из 2022. било је 719 становника.

## Демографија
У насељу Бечањ живи 873 пунолетна становника, а просечна старост становништва износи 46,2 година (44,4 код мушкараца и 48,0 код жена). У насељу има 330 домаћинстава, а просечан број чланова по домаћинству је 3,16.
Ово насеље је великим делом насељено Србима (према попису из 2002. године), а у последња три пописа, примећен је пад у броју становника.
|  |

| Демографија | Демографија | Демографија |
| Година      | Становника  | Становника  |
| ----------- | ----------- | ----------- |
| 1948.       | 1.655       |             |
| 1953.       | 1.631       |             |
| 1961.       | 1.591       |             |
| 1971.       | 1.404       |             |
| 1981.       | 1.237       |             |
| 1991.       | 1.155       | 1.132       |
| 2002.       | 1.044       | 1.049       |
| 2011.       | 921         |             |

| Етнички састав према попису из 2002.‍ | Етнички састав према попису из 2002.‍ | Етнички састав према попису из 2002.‍ | Етнички састав према попису из 2002.‍ | Етнички састав према попису из 2002.‍ |
| ------------------------------------ | ------------------------------------ | ------------------------------------ | ------------------------------------ | ------------------------------------ |
|                                      |                                      |                                      |                                      |                                      |
| Срби                                 | Срби                                 |                                      | 1.037                                | 99,32%                               |
| Црногорци                            | Црногорци                            |                                      | 4                                    | 0,38%                                |
| Муслимани                            | Муслимани                            |                                      | 1                                    | 0,09%                                |
| непознато                            | непознато                            |                                      | 0                                    | 0,0%                                 |

| Година пописа     | 1948. | 1953. | 1961. | 1971. | 1981. | 1991. | 2002. |
| ----------------- | ----- | ----- | ----- | ----- | ----- | ----- | ----- |
| Број домаћинстава | 319   | 333   | 370   | 364   | 344   | 333   | 330   |

| Број чланова      | 1  | 2  | 3  | 4  | 5  | 6  | 7  | 8 | 9 | 10 и више | Просек |
| ----------------- | -- | -- | -- | -- | -- | -- | -- | - | - | --------- | ------ |
| Број домаћинстава | 70 | 82 | 49 | 38 | 54 | 22 | 13 | 0 | 2 | 0         | 3,16   |

| Пол    | Укупно | Неожењен/Неудата | Ожењен/Удата | Удовац/Удовица | Разведен/Разведена | Непознато |
| ------ | ------ | ---------------- | ------------ | -------------- | ------------------ | --------- |
| Мушки  | 439    | 95               | 296          | 34             | 14                 | 0         |
| Женски | 458    | 55               | 301          | 94             | 7                  | 1         |
| УКУПНО | 897    | 150              | 597          | 128            | 21                 | 1         |

| Пол    | Укупно                    | Пољопривреда, лов и шумарство | Рибарство                            | Вађење руде и камена | Прерађивачка индустрија       |
| ------ | ------------------------- | ----------------------------- | ------------------------------------ | -------------------- | ----------------------------- |
| Мушки  | 343                       | 273                           | 0                                    | 2                    | 18                            |
| Женски | 303                       | 264                           | 0                                    | 1                    | 10                            |
| УКУПНО | 646                       | 537                           | 0                                    | 3                    | 28                            |
| Пол    | Производња и снабдевање   | Грађевинарство                | Трговина                             | Хотели и ресторани   | Саобраћај, складиштење и везе |
| Мушки  | 2                         | 13                            | 15                                   | 1                    | 8                             |
| Женски | 0                         | 0                             | 11                                   | 2                    | 2                             |
| УКУПНО | 2                         | 13                            | 26                                   | 3                    | 10                            |
| Пол    | Финансијско посредовање   | Некретнине                    | Државна управа и одбрана             | Образовање           | Здравствени и социјални рад   |
| Мушки  | 0                         | 1                             | 4                                    | 2                    | 1                             |
| Женски | 0                         | 2                             | 1                                    | 6                    | 4                             |
| УКУПНО | 0                         | 3                             | 5                                    | 8                    | 5                             |
| Пол    | Остале услужне активности | Приватна домаћинства          | Екстериторијалне организације и тела | Непознато            | Непознато                     |
| Мушки  | 2                         | 0                             | 0                                    | 1                    | 1                             |
| Женски | 0                         | 0                             | 0                                    | 0                    | 0                             |
| УКУПНО | 2                         | 0                             | 0                                    | 1                    | 1                             |